# Don't You Just Know It
Singles de Huey "Piano" Smith and the Clowns
Rockin' Pneumonia and the Boogie Woogie Flu
(1957)
Don't You Just Know It est une chanson écrite par Huey "Piano" Smith et Johnny Vincent en 1958.
Il s'agit du plus gros succès de Huey Smith en tant que chanteur, atteignant le top 10 du Billboard Hot 100 en mars 1958 (#9) et se vendant à plus d'un million d'exemplaires.

## Version originale de Huey «Piano» Smith & the Clowns
Publié par Ace Records le 27 janvier 1958 sous la référence ACE 545,  le titre est accompagné en face B par High Blood Pressure.
Il est repris l'année suivante sur leur album Having a Good Time (référence LP 1004).

### Membres
- Piano : Huey "Piano" Smith
- Voix : Bobby Marchan (en)
- Saxophone : Lee Allen, Alvin Red Tyler
- Batterie : Charles "Hungry" Williams (en)

### Classement
| Classement (1958)              | Meilleure position |
| ------------------------------ | ------------------ |
| États-Unis (Billboard Hot 100) | 9                  |
| États-Unis (Billboard R&B)     | 4                  |

### Certification
Le titre se vend à plus d'un million d'exemplaires.

## Compilation
Une compilation reprenant ce morceau en guise d'intitulé sort en 2016 chez Jasmine Records (MP3 et CD).

## Reprises (sélection)
Informations issues de SecondHand Songs, sauf mention contraire.
- The Fendermen (en), en single et sur leur album Mule Skinner Blues (1960),
- James Last, sur Non Stop Dancing '65 (1965),
- Jimmy Jones, en single (1966),
- The Sonics, sur The Sonics Boom (1966),
- Dinah Lee (en), en single et sur son album The Mod World of Dinah Lee (1966),
- Dr. John, dans un medley sur Dr. John's Gumbo (1972),
- Sha Na Na, sur Hot Sox (1974),
- Dr. Feelgood, sur Malpractice (1975),
- Paul Revere and the Raiders, sur la compilation Legend of Paul Revere (1990)[8],
- DJ Ötzi et Captain Jack, sur Love, Peace & Vollgas (2001),
- Little Feat, sur Join the Band (2008).

### Adaptations en langue étrangère
| Année | Langue      | Titre           | Adaptation                                               | Interprète(s)        |
| ----- | ----------- | --------------- | -------------------------------------------------------- | -------------------- |
| 1965  | Allemand    | Don't Ha-Ha     | Ralph Maria Siegel                                       | Hans Jürgen Wenger   |
| 1967  | Italien     | Ha Ha           | Gino Ingrosso                                            | I Rokketti           |
| 1996  | Français    | Ne va pas ha ha |                                                          | Mr. Ed Jumps the Gun |
| 1996  | multilangue | Don't HaHa!     | Heinz Jansen, Gerd Holsmölle, Jörg Dieckow, Oliver Wiehe | Mr. Ed Jumps the Gun |

## Utilisation dans les médias
Sauf indication contraire, les informations mentionnées dans cette section peuvent être confirmées par la base de données cinématographiques IMDb,  présente dans la section « Liens externes ».
- En 1986, dans Le flic de mon cœur de Jim McBride,
- En 1987, dans La Bamba de Luis Valdez,
- En 1988, dans la série Frank's Place (en) (saison 1, épisode 22),
- En 1989, dans Deux Dollars sur un tocard de Joe Pytka,
- En 1993, dans Il était une fois le Bronx de Robert De Niro,
- En 2000, dans Snatch : Tu braques ou tu raques de Guy Ritchie,
- En 2002, dans Local Boys de Ron Moler,
- En 2008, dans Telstar: The Joe Meek Story de Nick Moran,
- En 2015, dans Bad Night (en)de Chris et Nick Riedell.